# جان دي موي
جان دي موي، سيد لا ميليري ( ق. 1528 - أكتوبر 1591)  كان عضوًا في عائلة نبيلة نورمانية مؤثرة، وكان ملازمًا عامًا وحاكمًا خلال الحروب الدينية الفرنسية .و هو ابن تشارلز دي موي، تم حرمان ميليري من الميراث المحتمل لمنصب حاكم مدينة لوهافر الساحلية الرئيسية لصالح بيت مونتمورنسي . بفضل الروابط العائلية التاريخية مع آل بوربون فاندوم ، انضم إلى لويس برينس كوندي في تمرده خلال الحرب الدينية الأولى عام 1562، وسافر إلى أورليان. حيث أثبت أنه أكثر انتهازية، وتم شراء ولائه للتاج مرة أخرى في يونيو من خلال احنلال العديد من المدن النورماندية من كلود، دوق أومال ، وقاتل من أجل التاج في الحرب وحصل على مكافأة أخرى في العام التالي برتبة ملازم أول. ومنصب والده نائب الأميرال.